# Líder de la oposición (Australia)
El líder de la oposición en la política federal australiana, es miembro del Parlamento en la Cámara de Representantes. El líder de la oposición suele ser el líder del partido que tiene más escaños, pero no forma parte del Gobierno. En el Parlamento, el líder de la oposición se sienta en el lado izquierdo de la mesa en el centro, frente a la oposición y frente al Primer Ministro. El líder de la oposición es elegido por el partido de la oposición. Un nuevo Líder de Oposición puede ser elegido si la persona en la posición muere, renuncia o es desafiada por el liderazgo.
La Mancomunidad de Australia es una monarquía constitucional con un sistema parlamentario. Se basa en el modelo británico de Westminster. El término Oposición tiene un significado específico en el sistema parlamentario. Su título formal es La Oposición Leal de Su Majestad. Esta es una parte importante del sistema Westminster. La oposición dirige sus críticas al Gobierno e intenta derrotarlo y reemplazarlo. La oposición es, por lo tanto, el "Gobierno a la espera" y es una parte formal del sistema parlamentario, al igual que el Gobierno. Está en oposición al Gobierno, pero no a la Corona, de ahí el término "Oposición Leal".

## Líderes de la oposición
| Líder            | Líder                   | Partido                       | División                                  | Inicio                   | Final                    | Primer Ministro        |
| ---------------- | ----------------------- | ----------------------------- | ----------------------------------------- | ------------------------ | ------------------------ | ---------------------- |
| George Raid      |                         | Partido del Libre Comercio    | Sídney Este (NSW)                         | 19 de mayo de 1901       | 17 de agosto de 1904     | Barton 1901–03         |
| George Raid      | Deakin 1903–04          | Partido del Libre Comercio    | Sídney Este (NSW)                         | 19 de mayo de 1901       | 17 de agosto de 1904     |                        |
| George Raid      | Watson 1904             | Partido del Libre Comercio    | Sídney Este (NSW)                         | 19 de mayo de 1901       | 17 de agosto de 1904     |                        |
| Chris Watson     |                         | Partido Laborista             | Bland (NSW)                               | 18 de agosto de 1904     | 5 de julio de 1905       | George Reid 1904–05    |
| George Reid      |                         | Partido del Libre Comercio    | Sídney Este (NSW)                         | 7 de julio de 1905       | 16 de noviembre de 1908  | Deakin 1905–08         |
| George Reid      | Partido Anti-Socialista |                               | Sídney Este (NSW)                         | 7 de julio de 1905       | 16 de noviembre de 1908  | Deakin 1905–08         |
| George Reid      | Fisher 1908–09          |                               | Sídney Este (NSW)                         | 7 de julio de 1905       | 16 de noviembre de 1908  |                        |
| Joseph Cook      |                         | Partido Anti-Socialista       | Parramatta (NSW)                          | 17 de noviembre de 1908  | 26 de mayo de 1909       |                        |
| Alfred Deakin    |                         | Commonwealth Liberal Party    | Ballarat (Vic)                            | 26 de mayo de 1909       | 2 de junio de 1909       |                        |
| Andrew Fisher    |                         | Partido Laborista             | Wide Bay (Qld)                            | 2 de junio de 1909       | 29 de abril de 1910      | Deakin 1909            |
| Alfred Deakin    |                         | Commonwealth Liberal Party    | Ballarat (Vic)                            | 1 de julio de 1910       | 20 de enero de 1913      | Fisher 1910–13         |
| Joseph Cook      |                         | Commonwealth Liberal Party    | Parramatta (NSW)                          | 20 de enero de 1913      | 24 de junio de 1913      | Fisher 1910–13         |
| Andrew Fisher    |                         | Partido Laborista             | Wide Bay (Qld)                            | 8 de julio de 1913       | 17 de septiembre de 1914 | Cook 1913–14           |
| Joseph Cook      |                         | Commonwealth Liberal Party    | Parramatta (NSW)                          | 8 de octubre de 1914     | 17 de febrero de 1916    | Fisher 1914–15         |
| Joseph Cook      | Hughes 1915–23          | Commonwealth Liberal Party    | Parramatta (NSW)                          | 8 de octubre de 1914     | 17 de febrero de 1916    |                        |
| Frank Tudor      |                         | Partido Laborista             | Yarra (Vic)                               | 1 de noviembre de 1916   | 10 de enero de 1922      |                        |
| Matthew Charlton |                         | Partido Laborista             | Hunter (NSW)                              | 10 de enero de 1922      | 29 de marzo de 1928      | 22 de octubre de 1929  |
| James Scullin    |                         | Partido Laborista             | Yarra (Vic)                               | 29 de marzo de 1928      | 22 de octubre de 1929    |                        |
| John Latham      |                         | Partido Nacionalista          | Kooyong (Vic)                             | 20 de noviembre de 1929  | 7 de mayo de 1931        | Scullin 1929–32        |
| Joseph Lyons     |                         | Partido Unido de Australia    | Wilmot (Tas)                              | 7 de mayo de 1931        | 6 de enero de 1932       | Scullin 1929–32        |
| James Scullin    |                         | Partido Laborista             | Yarra (Vic)                               | 7 de enero de 1932       | 1º de octubre de 1935    | Lyons 1932–39          |
| John Curtin      |                         | Partido Laborista             | Fremantle (WA)                            | 1º de octubre de 1935    | 7 de octubre de 1941     | Lyons 1932–39          |
| John Curtin      | Page 1939               | Partido Laborista             | Fremantle (WA)                            | 1º de octubre de 1935    | 7 de octubre de 1941     |                        |
| John Curtin      | Menzies 1939–41         | Partido Laborista             | Fremantle (WA)                            | 1º de octubre de 1935    | 7 de octubre de 1941     |                        |
| John Curtin      | Fadden 1941             | Partido Laborista             | Fremantle (WA)                            | 1º de octubre de 1935    | 7 de octubre de 1941     |                        |
| Arthur Fadden    |                         | Partido Nacional de Australia | Darling Downs (Qld)                       | 7 de octubre de 1941     | 23 de septiembre de 1943 | Curtin 1941–45         |
| Robert Menzies   |                         | Partido Unido de Australia    | Kooyong (Vic)                             | 23 de septiembre de 1943 | 19 de diciembre de 1949  | Curtin 1941–45         |
| Robert Menzies   | Partido Liberal         | Forde 1945                    | Kooyong (Vic)                             | 23 de septiembre de 1943 | 19 de diciembre de 1949  |                        |
| Robert Menzies   | Partido Liberal         | Chifley 1945–49               | Kooyong (Vic)                             | 23 de septiembre de 1943 | 19 de diciembre de 1949  |                        |
| Ben Chifley      |                         | Partido Laborista             | Macquarie (NSW)                           | 19 de diciembre de 1949  | 20 de junio de 1951      | Menzies 1949–66        |
| Herbert Evatt    |                         | Partido Laborista             | Barton (NSW) 1940–58 Hunter (NSW) 1958–60 | 20 de junio de 1951      | 9 de febrero de 1960     | Menzies 1949–66        |
| Arthur Calwell   |                         | Partido Laborista             | Melbourne (Vic)                           | 7 de marzo de 1960       | 8 de febrero de 1967     | Menzies 1949–66        |
| Arthur Calwell   | Holt 1966–67            | Partido Laborista             | Melbourne (Vic)                           | 7 de marzo de 1960       | 8 de febrero de 1967     |                        |
| Gough Whitlam    |                         | Partido Laborista             | Werriwa (NSW)                             | 8 de febrero de 1967     | 2 de diciembre de 1972   | McEwen 1967–68         |
| Gough Whitlam    | Gorton 1968–71          | Partido Laborista             | Werriwa (NSW)                             | 8 de febrero de 1967     | 2 de diciembre de 1972   |                        |
| Gough Whitlam    | McMahon 1971–72         | Partido Laborista             | Werriwa (NSW)                             | 8 de febrero de 1967     | 2 de diciembre de 1972   |                        |
| Billy Snedden    |                         | Partido Liberal               | Bruce (Vic)                               | 2 de diciembre de 1972   | 21 de marzo de 1975      | Whitlam 1972–75        |
| Malcolm Fraser   |                         | Partido Liberal               | Wannon (Vic)                              | 21 de marzo de 1975      | 11 de noviembre de 1975  | Whitlam 1972–75        |
| Gough Whitlam    |                         | Partido Laborista             | Werriwa (NSW)                             | 11 de noviembre de 1975  | 22 de diciembre de 1977  | Fraser 1975–83         |
| Bill Hayden      |                         | Partido Laborista             | Oxley (Qld)                               | 22 de diciembre de 1977  | 3 de febrero de 1983     | Fraser 1975–83         |
| Bob Hawke        |                         | Partido Laborista             | Wills (Vic)                               | 3 de febrero de 1983     | 11 de marzo de 1983      | Fraser 1975–83         |
| Andrew Peacock   |                         | Partido Liberal               | Kooyong (Vic)                             | 11 de marzo de 1983      | 5 de septiembre de 1985  | Hawke 1983–91          |
| John Howard      |                         | Partido Liberal               | Bennelong (NSW)                           | 5 de septiembre de 1985  | 9 de mayo de 1989        | Hawke 1983–91          |
| Andrew Peacock   |                         | Partido Liberal               | Kooyong (Vic)                             | 9 de mayo de 1989        | 3 de abril de 1990       | Hawke 1983–91          |
| John Hewson      |                         | Partido Liberal               | Wentworth (NSW)                           | 3 de abril de 1990       | 23 de mayo de 1994       | Hawke 1983–91          |
| John Hewson      | Keating 1991–96         | Partido Liberal               | Wentworth (NSW)                           | 3 de abril de 1990       | 23 de mayo de 1994       |                        |
| Alexander Downer |                         | Partido Liberal               | Mayo (SA)                                 | 23 de mayo de 1994       | 30 de enero de 1995      |                        |
| John Howard      |                         | Partido Liberal               | Bennelong (NSW)                           | 30 de enero de 1995      | 11 de marzo de 1996      |                        |
| Kim Beazley      |                         | Partido Laborista             | Brand (WA)                                | 19 de marzo de 1996      | 11 de noviembre de 2001  | Howard 1996–2007       |
| Simon Crean      |                         | Partido Laborista             | Hotham (Vic)                              | 11 de noviembre de 2001  | 2 de diciembre de 2003   | Howard 1996–2007       |
| Mark Latham      |                         | Partido Laborista             | Werriwa (NSW)                             | 2 de diciembre de 2003   | 18 de enero de 2005      | Howard 1996–2007       |
| Kim Beazley      |                         | Partido Laborista             | Brand (WA)                                | 28 de enero de 2005      | 4 de diciembre de 2006   | Howard 1996–2007       |
| Kevin Rudd       |                         | Partido Laborista             | Griffith (Qld)                            | 4 de diciembre de 2006   | 3 de diciembre de 2007   | Howard 1996–2007       |
| Brendan Nelson   |                         | Partido Liberal               | Bradfield (NSW)                           | 3 de diciembre de 2007   | 16 de septiembre de 2008 | Rudd 2007–2010         |
| Malcolm Turnbull |                         | Partido Liberal               | Wentworth (NSW)                           | 16 de septiembre de 2008 | 1 de diciembre de 2009   | Rudd 2007–2010         |
| Tony Abbott      |                         | Partido Liberal               | Warringah (NSW)                           | 1 de diciembre de 2009   | 16 de septiembre de 2013 | Rudd 2007–2010         |
| Tony Abbott      | Gillard 2010—2013       | Partido Liberal               | Warringah (NSW)                           | 1 de diciembre de 2009   | 16 de septiembre de 2013 |                        |
| Tony Abbott      | Rudd 2013               | Partido Liberal               | Warringah (NSW)                           | 1 de diciembre de 2009   | 16 de septiembre de 2013 |                        |
| Bill Shorten     |                         | Partido Laborista             | Maribyrnong (VIC)                         | 16 de septiembre de 2013 | 30 de mayo de 2019       | Abbott 2013—2019       |
| Anthony Albanese |                         | Partido Laborista             | Grayndler (Nueva Gales del Sur)           | 20 de mayo de 2019       | 23 de mayo de 2022       | Morrison 2018—2022     |
| Peter Dutton     |                         | Partido Liberal               | Dickson (QLD)                             | 30 de mayo de 2022       | 3 de mayo de 2025        | Albanese 2022—presente |
| Sussan Ley       |                         | Partido Liberal               | Farrer                                    | 13 de mayo de 2025       | Actualmente              | Albanese 2022—presente |